# A Sereia de Pedra
A Sereia de Pedra (em francês:  Sirène de pierre ou Le fantôme d'amour) é um filme de curta-metragem, mudo e a preto e branco luso-francês do género drama, realizado por Roger Lion e escrito por Alberto Jardim, com base no romance Obra do Demónio da autora Virgínia de Castro e Almeida. Estreou-se no Brasil a 30 de outubro de 1923 e em Portugal a antestreia ocorreu no cinema Olympia a 9 de dezembro do mesmo ano, tendo estreado no mesmo lugar a 2 de abril de 1933.

## Elenco
- Arthur Duarte como Miguel, o arqueólogo
- Francisco Sena como Fragoso
- Gil Clary como Leonor
- Manuel Grilo como António, o moço de forcados
- Maria Emília Castelo Branco como Maria
- Max Maxudian como Pedro, o ferreiro
- Nestor Lopes como Cláudio